# Gilberto Moraes Júnior
Gilberto Moraes Júnior (Campinas, São Paulo, Brasil, 7 de marzo de 1993), conocido solo como Gilberto, es un futbolista brasileño. Juega de defensa y su equipo es el E. C. Bahia del Campeonato Brasileño de Serie A.

## Trayectoria
Debutó profesionalmente por el Botafogo en la temporada 2011.
El 26 de diciembre de 2019 se confirmó su transferencia al Fluminense F. C. desde la ACF Fiorentina.
El 8 de agosto de 2020 se hizo oficial su vuelta al fútbol europeo tras fichar por el S. L. Benfica por cinco temporadas. Cumplió tres de ellas, en las que disputó 106 encuentros y marcó ocho goles, y en julio de 2023 regresó a Brasil para jugar en el E. C. Bahia.

## Selección nacional
Con la selección de Brasil sub-22 obtuvo la medalla de bronce en el torneo masculino de fútbol de los Juegos Panamericanos de 2015.

## Estadísticas

### Clubes
Actualizado al último partido disputado el 3 de abril de 2025.
| Club                         | Div.          | Temporada     | Liga  | Liga  | Estatal | Estatal | Copas nacionales | Copas nacionales | Copas internacionales | Copas internacionales | Total | Total |
| Club                         | Div.          | Temporada     | Part. | Goles | Part.   | Goles   | Part.            | Goles            | Part.                 | Goles                 | Part. | Goles |
| ---------------------------- | ------------- | ------------- | ----- | ----- | ------- | ------- | ---------------- | ---------------- | --------------------- | --------------------- | ----- | ----- |
| Botafogo · Brasil            | 1.ª           | 2011          | 0     | 0     | 1       | 0       | —                | —                | —                     | —                     | 1     | 0     |
| Botafogo · Brasil            | 1.ª           | 2012          | 2     | 0     | 0       | 0       | —                | —                | —                     | —                     | 2     | 0     |
| Botafogo · Brasil            | 1.ª           | 2013          | 12    | 0     | 4       | 0       | 4                | 0                | —                     | —                     | 20    | 0     |
| Botafogo · Brasil            | 1.ª           | 2014          | 0     | 0     | 0       | 0       | —                | —                | —                     | —                     | 0     | 0     |
| Botafogo · Brasil            | 2.ª           | 2015          | 9     | 0     | 18      | 1       | —                | —                | —                     | —                     | 27    | 1     |
| Botafogo · Brasil            | Total club    | Total club    | 23    | 0     | 23      | 1       | 4                | 0                | 0                     | 0                     | 50    | 1     |
| S. C. Internacional · Brasil | 1.ª           | 2014          | 14    | 0     | 9       | 1       | 4                | 0                | 1                     | 0                     | 28    | 1     |
| S. C. Internacional · Brasil | Total club    | Total club    | 14    | 0     | 9       | 1       | 4                | 0                | 1                     | 0                     | 28    | 1     |
| Hellas Verona · Italia       | 1.ª           | 2015-16       | 5     | 0     | —       | —       | —                | —                | —                     | —                     | 5     | 0     |
| Hellas Verona · Italia       | Total club    | Total club    | 5     | 0     | 0       | 0       | 0                | 0                | 0                     | 0                     | 5     | 0     |
| ACF Fiorentina · Italia      | 1.ª           | 2015-16       | 5     | 0     | —       | —       | 0                | 0                | 2                     | 0                     | 7     | 0     |
| ACF Fiorentina · Italia      | Total club    | Total club    | 5     | 0     | 0       | 0       | 0                | 0                | 2                     | 0                     | 7     | 0     |
| U. S. Latina Calcio · Italia | 2.ª           | 2016-17       | 9     | 0     | —       | —       | —                | —                | —                     | —                     | 9     | 0     |
| U. S. Latina Calcio · Italia | Total club    | Total club    | 9     | 0     | 0       | 0       | 0                | 0                | 0                     | 0                     | 9     | 0     |
| C. R. Vasco da Gama · Brasil | 1.ª           | 2017          | 26    | 0     | 12      | 0       | 4                | 0                | —                     | —                     | 42    | 0     |
| C. R. Vasco da Gama · Brasil | Total club    | Total club    | 26    | 0     | 12      | 0       | 4                | 0                | 0                     | 0                     | 42    | 0     |
| Fluminense F. C. · Brasil    | 1.ª           | 2018          | 15    | 3     | 12      | 1       | 4                | 2                | 3                     | 0                     | 34    | 6     |
| Fluminense F. C. · Brasil    | 1.ª           | 2019          | 31    | 0     | 6       | 1       | 7                | 1                | 5                     | 0                     | 49    | 2     |
| Fluminense F. C. · Brasil    | 1.ª           | 2020          | 0     | 0     | 13      | 3       | 3                | 0                | 2                     | 0                     | 18    | 3     |
| Fluminense F. C. · Brasil    | Total club    | Total club    | 46    | 3     | 31      | 5       | 14               | 3                | 10                    | 0                     | 101   | 11    |
| S. L. Benfica Portugal       | 1.ª           | 2020-21       | 25    | 0     | —       | —       | 7                | 0                | 4                     | 0                     | 36    | 0     |
| S. L. Benfica Portugal       | 1.ª           | 2021-22       | 21    | 2     | —       | —       | 2                | 0                | 12                    | 2                     | 35    | 4     |
| S. L. Benfica Portugal       | 1.ª           | 2022-23       | 20    | 2     | —       | —       | 6                | 1                | 9                     | 1                     | 35    | 4     |
| S. L. Benfica Portugal       | Total club    | Total club    | 66    | 4     | 0       | 0       | 15               | 1                | 25                    | 3                     | 106   | 8     |
| E. C. Bahia · Brasil         | 1.ª           | 2023          | 21    | 1     | —       | —       | 0                | 0                | —                     | —                     | 21    | 1     |
| E. C. Bahia · Brasil         | 1.ª           | 2024          | 19    | 1     | 14      | 0       | 0                | 0                | —                     | —                     | 33    | 1     |
| E. C. Bahia · Brasil         | 1.ª           | 2025          | 1     | 1     | 7       | 0       | 0                | 0                | 5                     | 0                     | 13    | 1     |
| E. C. Bahia · Brasil         | Total club    | Total club    | 41    | 3     | 21      | 0       | 0                | 0                | 5                     | 0                     | 67    | 3     |
| Total carrera                | Total carrera | Total carrera | 235   | 10    | 96      | 7       | 41               | 4                | 43                    | 3                     | 415   | 24    |
| 1. 2. 3.                     |               |               |       |       |         |         |                  |                  |                       |                       |       |       |

## Palmarés

### Títulos estatales
| Título             | Club                | Estado             | Año  |
| ------------------ | ------------------- | ------------------ | ---- |
| Campeonato Carioca | Botafogo            | Río de Janeiro     | 2013 |
| Campeonato Gaúcho  | S. C. Internacional | Río Grande del Sur | 2014 |
| Campeonato Baiano  | E. C. Bahia         | Bahía              | 2025 |

### Títulos nacionales
| Título        | Club          | País     | Año  |
| ------------- | ------------- | -------- | ---- |
| Serie B       | Botafogo      | Brasil   | 2015 |
| Primeira Liga | S. L. Benfica | Portugal | 2023 |